# Werner Reischl
Werner Reischl (* 22. Mai 1951 in Graz-Liebenau) ist ein österreichischer Musiker (Pseudonym: Michael Schreiber, auch von seinem Bruder Michael Reischl verwendet), Komponist, Pädagoge, Text- und Schulbuchautor und Theologe. Er erreichte als erster Musiker in Österreich eine Goldene Schallplatte für neues religiöses Liedgut.

## Leben
Werner Reischl wurde in Graz-Liebenau als einer von sieben Söhnen von Elisabeth (* 1924; † 2016) und Hermann Reischl, einem Werksmeister bei Steyr Daimler Puch, geboren. Bereits als Kind nahm er Violinunterricht an der Landesmusikschule in Graz. Er absolvierte in Graz das Bischöfliche Gymnasium und machte dort Matura. Bereits während seiner Schulzeit wurde er durch Kaplan Alfred Flury und Pater Maurice Cocagnac mit deren religiösen Liedern und Chansons vertraut gemacht, und er spielte in der Schulband bei den damals so genannten „Jazzmessen“ Schlagzeug.
Anschließend begann er das Lehramtsstudium für Religion, Musik und Deutsch an der Pädagogischen Akademie der Diözese Graz-Seckau und wirkte im Anschluss daran als Religionslehrer an verschiedenen Schulen in Graz. Zusätzlich studierte er Theologie in Graz und absolvierte eine Gesangsausbildung bei der Opernsängerin Friedl Pöltinger (1919–1997) an der Hochschule für Musik und Darstellende Kunst.
Von 1976 bis zu seiner Pensionierung im Jahr 2011 wirkte der Diplom-Pädagoge als Professor an der Religionspädagogischen Akademie und der Kirchlichen Pädagogischen Hochschule in Graz und war in der Aus- und Fortbildung für Lehrer tätig. Seine Schwerpunkte lagen im Bereich musikalisches Gestalten im Religionsunterricht, der Stimmbildung, dem Klassenzimmer-Management und der Praxiskoordination. Für sein berufliches Wirken wurde ihm unter anderem der Berufstitel Oberstudienrat verliehen.
Seit 1978 ist der Vater von vier Kindern mit Margret verheiratet und lebt seit der Hochzeit in Hitzendorf.

## Musikalisches Schaffen
1971 gründete er mit seinem Bruder Bernd die Tanzmusikband Regenbogen und war 13 Jahre lang Leadsänger der Band. Für die Band White Stars schrieb er viele Texte.
In den Jahren von 1984 bis 1988 (andere Quellen: 1982 bis 1986) war er gemeinsam mit seinem Bruder Michael Reischl Herausgeber der mit Gold ausgezeichneten Schallplattenserie „Sing mit mir ein Halleluja“, welche er produzierte, komponierte und bestehende Lieder interpretierte. Für diese wurde ihm in Österreich die goldene Schallplatte verliehen. Daraufhin folgten viele Auftritte im Radio und Fernsehen. Im Jahr 2010 legte er die CD „WERNER REISCHL – Neue religiöse Lieder“ als Auswahl bzw. Best-of auf. 
Reischl machte für die damalige Zeit moderne rhythmische, religiöse Lieder, welche auch über das Radio und TV ausgestrahlt wurden und somit in das allgemeine Liedgut übergingen.

### Pseudonym Michael Schreiber
Seit 1985 ist Reischl als freier Komponist und Autor tätig, in erster Linie in Zusammenarbeit mit seinem Bruder Michael, wobei beide das gemeinsame Pseudonym „Michael Schreiber“ verwenden. Viele seiner Titel aus den Bereichen Schlager und volkstümliche Musik wurden Hits. Von ihm getextete Lieder gewannen zahlreiche Hitparaden und Superhitparaden in Radio und Fernsehen.

### Werke
Reischl hat mehr als 600 Titel komponiert und produziert, darunter „Herzschlag für Herzschlag“, „Über Rhodos küss ich dich“, „Halleluja“ (wurde 2005 zum beliebtesten Stimmungshit der BRD gewählt), „Aber dann im Garten Eden“, „Madonna mia“, „Wir sind alle Indianer“, „Wir san net die Stones“, „Ihr sollt ein Segen sein“ und „Gegrüßet seist du Maria“.

## Ehrungen
- Goldene Schallplatte für „Sing mit mir ein Halleluja“
- Dreifach-Gold in Deutschland mit den Kastelruther Spatzen
- Zweifach-Gold mit den AlpenRebellen in Österreich
- Platin in Deutschland für „Franz, fahr net nach San Franzisco“